# 1805
1805 (MDCCCV) година е обикновена година, започваща във вторник според Григорианския календар.

## Събития
- 21 октомври – Битката при Трафалгар между британския флот под командването на адмирал Нелсън и обединената френско-испанска флота.
- ноември – Експедицията на Луис и Кларк достига Тихия океан.
- 2 декември – Битката при Аустерлиц.

## Родени
- Гина Караиванова, майка на Васил Левски († 1878 г.)
- Панарет Пловдивски, български духовник († 1883 г.)
- 13 февруари – Петер Густав Льожон Дирихле, немски математик († 1859 г.)
- 2 април – Ханс Кристиан Андерсен, датски писател и поет († 1875 г.)
- 28 май – Ильо войвода, български хайдут и войвода († 1898 г.)
- 22 юни – Джузепе Мацини, италиански философ и политик († 1872 г.)
- 29 юли – Алексис дьо Токвил, френски политолог († 1859 г.)
- 27 септември – Георг Мюлер, немски мисионер († 1898 г.)
- 20 октомври – Габриел Биброн, френски зоолог († 1848 г.)
- 23 октомври – Адалберт Щифтер, австрийски писател и художтник († 1868 г.)
- 20 декември – Томас Греъм, британски химик († 1869 г.)
- 23 декември – Джоузеф Смит, американски религиозен водач, основател на Църквата на Исус Христос на светиите от последните дни († 1844 г.)

## Починали
- 30 януари – Джон Робисън, шотландски физик (р. 1739 г.)
- 17 февруари – Йозеф Николай Лауренти, австрийски зоолог (р. 1735 г.)
- 9 май – Фридрих Шилер, немски поет, философ, историк и драматург (р. 1759 г.)
- 28 май – Луиджи Бокерини, италиански композитор (р. 1743 г.)
- 14 август – Фредерика-Луиза фон Хесен-Дармщат, кралица на Прусия (р. 1751 г.)
- 16 октомври – Михришах валиде султан, валиде султан (р. 1745 г.)

Вижте също:
- календара за тази година